# Crotalaria agatiflora
Crotalaria agatiflora är en ärtväxtart som beskrevs av Georg August Schweinfurth. Crotalaria agatiflora ingår i släktet sunnhampor, och familjen ärtväxter.

## Underarter
Arten delas in i följande underarter:
- C. a. agatiflora
- C. a. engleri
- C. a. erlangeri
- C. a. imperialis
- C. a. vaginifera

## Bildgalleri

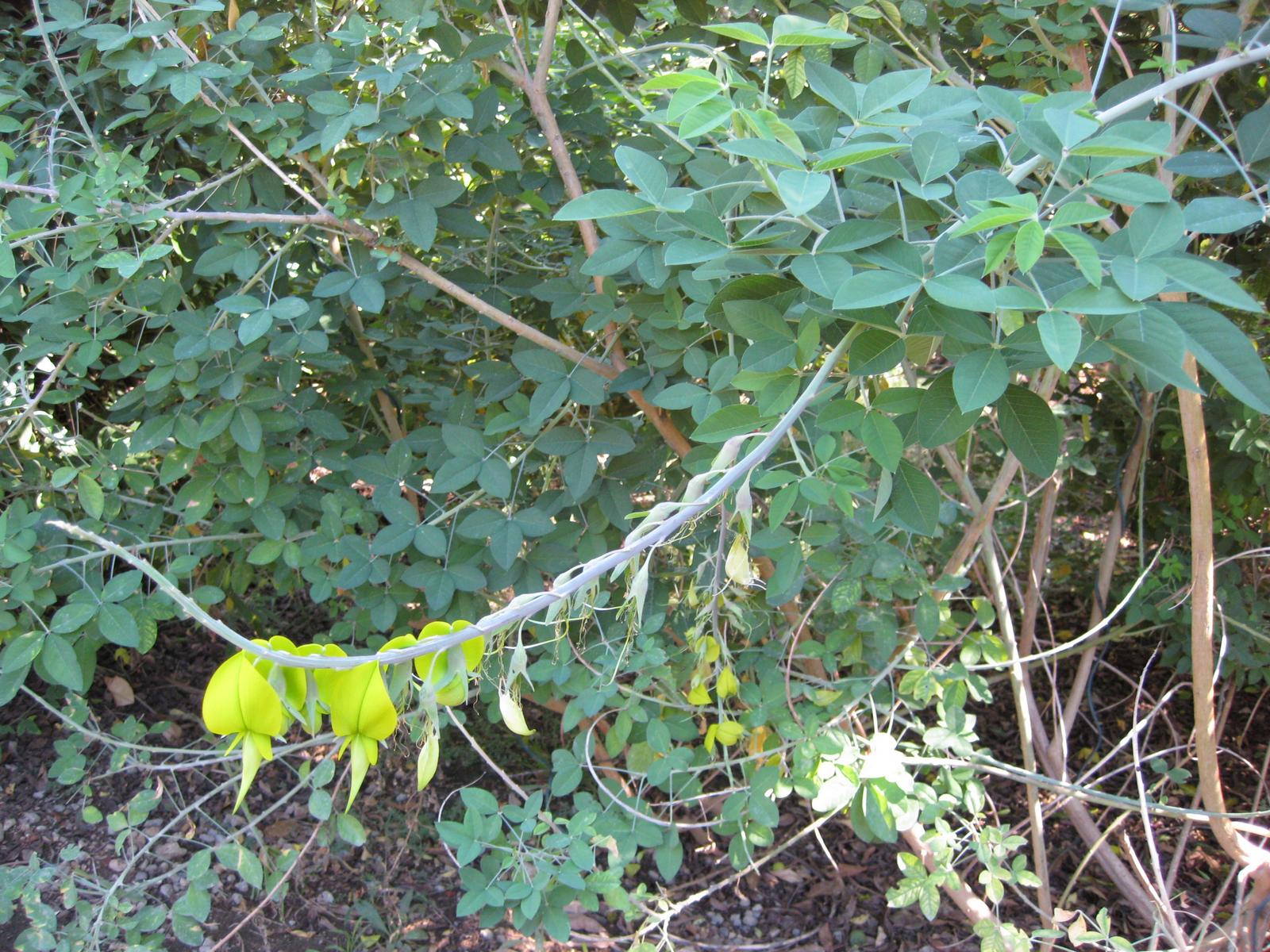
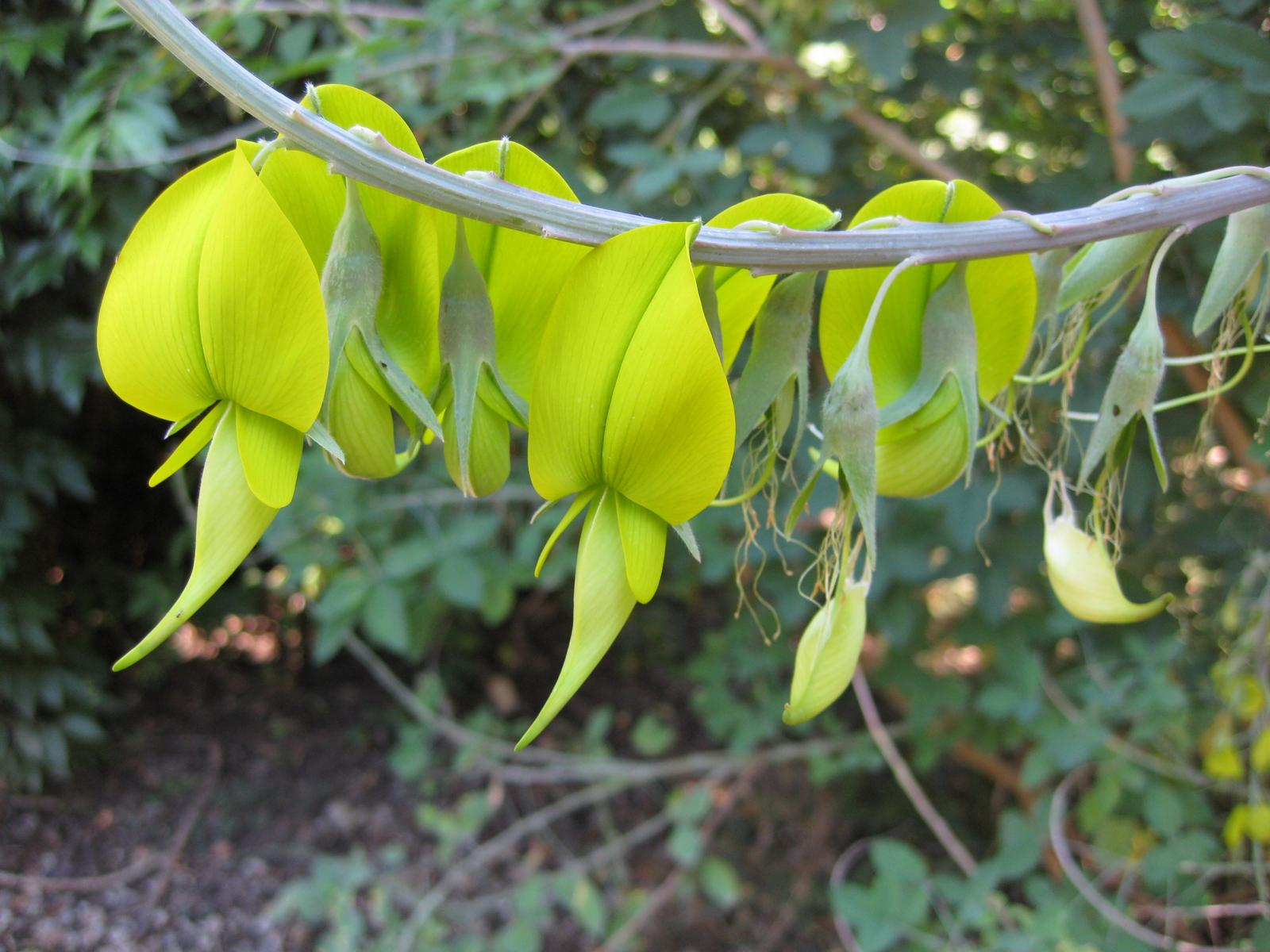
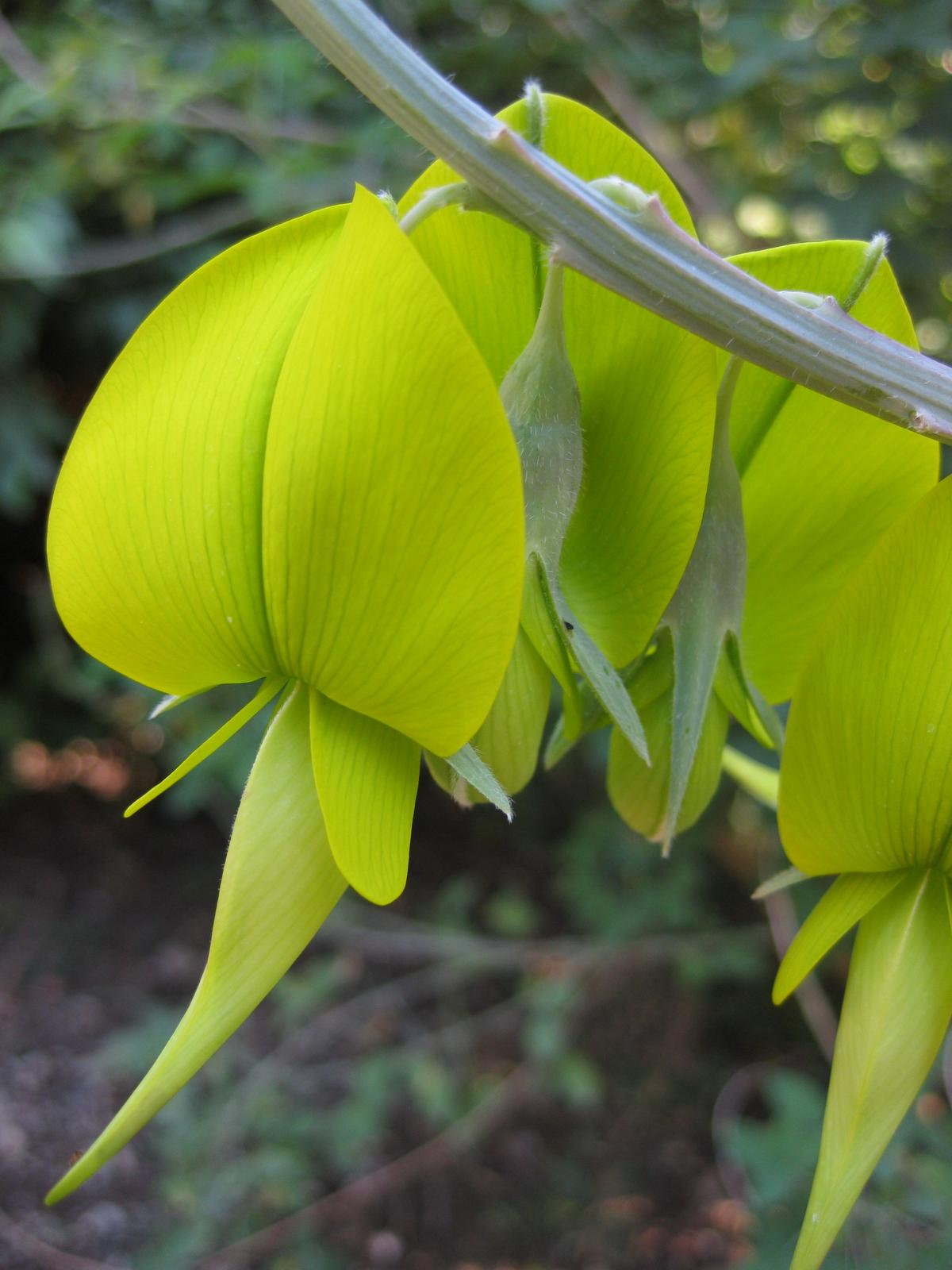
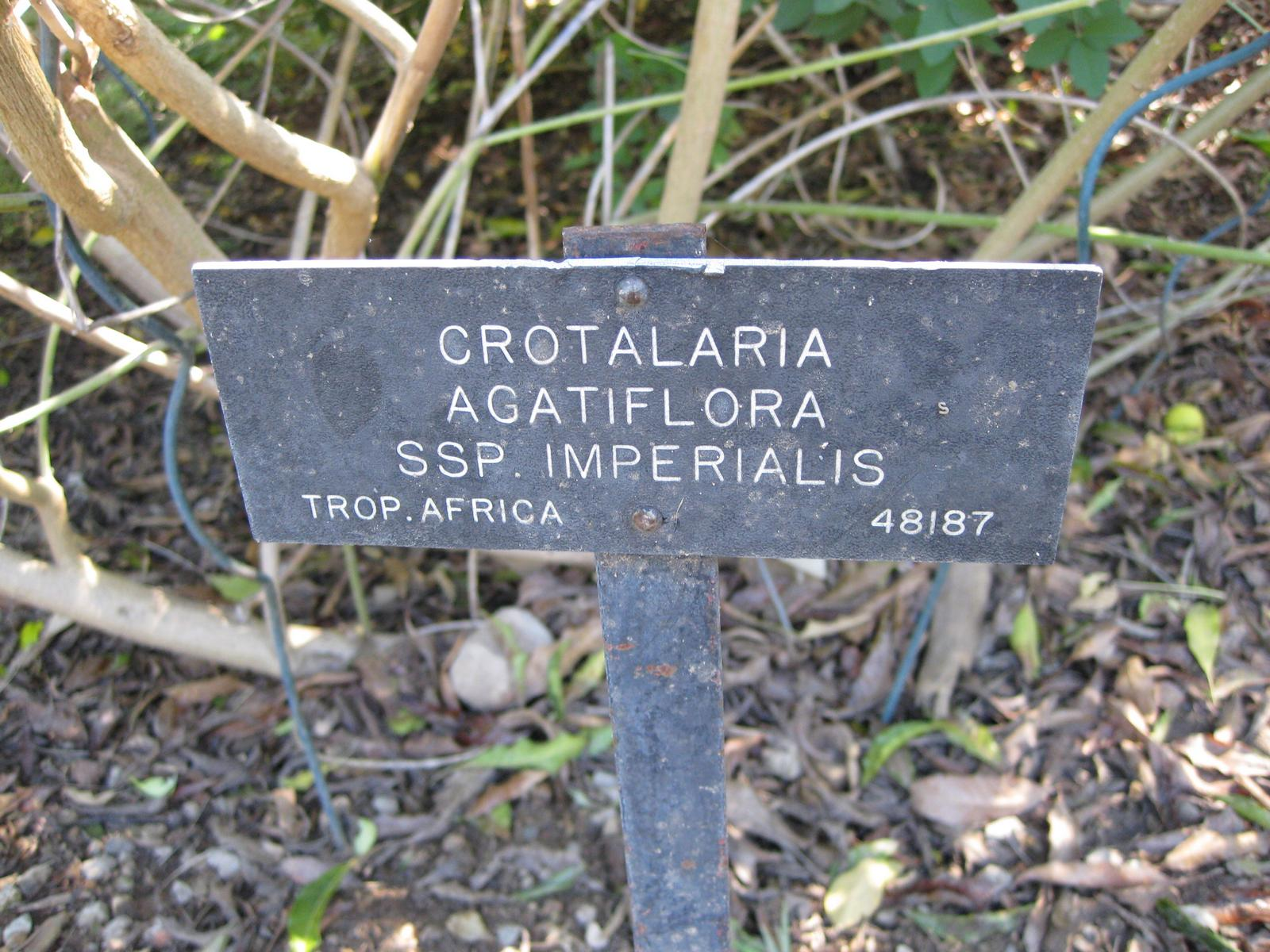